# Lake Miers
Der Lake Miers ist ein kleiner See im Miers Valley im ostantarktischen Viktorialand. Er liegt rund 1,5 km östlich der unteren Abschnitte des Adams-Gletschers und des Miers-Gletschers, durch deren Schmelzwasser er gespeist wird.
Benannt wurde er in Zusammenhang mit dem Miers-Gletscher im Jahr 1957 durch die neuseeländische Mannschaft, die bei der Commonwealth Trans-Antarctic Expedition (1955–1958) den Blue Glacier untersuchte.